# コロンビア特別区の都市圏の一覧
本項目はコロンビア特別区の都市圏の一覧（コロンビアとくべつくのとしけんのいちらん）である。
アメリカ合衆国国勢調査局は、コロンビア特別区に合同統計地域（CSA/広域都市圏）1ヶ所、および大都市統計地域（MSA/都市圏）1ヶ所を定義している。下表には、左列より以下の情報を示す。
- 合同統計地域（定義されている場合）の名称
- 合同統計地域の人口
- コアベース統計地域（大都市統計地域および小都市統計地域）の名称
- コアベース統計地域の人口
- 各統計地域に含まれる郡の名称
- 各統計地域に含まれる郡の人口

なお、下表においては、コロンビア特別区と他州にまたがる合同統計地域およびコアベース統計地域については、名称と統計地域の総人口を青緑色で、コロンビア特別区内の人口を黒色でそれぞれ示す。また、他州のコアベース統計地域、郡、および独立市については、その名称と人口を緑色でそれぞれ示す。
下表における人口の数値はすべて2020年に行われた国勢調査時のものである。また、合同統計地域、コアベース統計地域（大都市統計地域・小都市統計地域）のいずれも、2023年7月21日時点での定義に従う。
| 合同統計地域                                   | 人口               | コアベース統計地域                               | 人口              | 郡/独立市/特別区                     | 人口      |
| ---------------------------------------------- | ------------------ | ------------------------------------------------ | ----------------- | ------------------------------------ | --------- |
| ワシントン・ボルチモア・アーリントン広域都市圏 | 10,028,331 689,545 | ワシントン・アーリントン・アレクサンドリア都市圏 | 6,278,542 689,545 | バージニア州フェアファックス郡       | 1,150,309 |
| ワシントン・ボルチモア・アーリントン広域都市圏 | 10,028,331 689,545 | ワシントン・アーリントン・アレクサンドリア都市圏 | 6,278,542 689,545 | メリーランド州モントゴメリー郡       | 1,062,061 |
| ワシントン・ボルチモア・アーリントン広域都市圏 | 10,028,331 689,545 | ワシントン・アーリントン・アレクサンドリア都市圏 | 6,278,542 689,545 | メリーランド州プリンスジョージズ郡   | 967,201   |
| ワシントン・ボルチモア・アーリントン広域都市圏 | 10,028,331 689,545 | ワシントン・アーリントン・アレクサンドリア都市圏 | 6,278,542 689,545 | コロンビア特別区                     | 689,545   |
| ワシントン・ボルチモア・アーリントン広域都市圏 | 10,028,331 689,545 | ワシントン・アーリントン・アレクサンドリア都市圏 | 6,278,542 689,545 | バージニア州プリンスウィリアム郡     | 482,204   |
| ワシントン・ボルチモア・アーリントン広域都市圏 | 10,028,331 689,545 | ワシントン・アーリントン・アレクサンドリア都市圏 | 6,278,542 689,545 | バージニア州ラウドン郡               | 420,959   |
| ワシントン・ボルチモア・アーリントン広域都市圏 | 10,028,331 689,545 | ワシントン・アーリントン・アレクサンドリア都市圏 | 6,278,542 689,545 | メリーランド州フレデリック郡         | 271,717   |
| ワシントン・ボルチモア・アーリントン広域都市圏 | 10,028,331 689,545 | ワシントン・アーリントン・アレクサンドリア都市圏 | 6,278,542 689,545 | バージニア州アーリントン郡           | 238,643   |
| ワシントン・ボルチモア・アーリントン広域都市圏 | 10,028,331 689,545 | ワシントン・アーリントン・アレクサンドリア都市圏 | 6,278,542 689,545 | メリーランド州チャールズ郡           | 166,617   |
| ワシントン・ボルチモア・アーリントン広域都市圏 | 10,028,331 689,545 | ワシントン・アーリントン・アレクサンドリア都市圏 | 6,278,542 689,545 | バージニア州アレクサンドリア市       | 159,467   |
| ワシントン・ボルチモア・アーリントン広域都市圏 | 10,028,331 689,545 | ワシントン・アーリントン・アレクサンドリア都市圏 | 6,278,542 689,545 | バージニア州スタフォード郡           | 156,927   |
| ワシントン・ボルチモア・アーリントン広域都市圏 | 10,028,331 689,545 | ワシントン・アーリントン・アレクサンドリア都市圏 | 6,278,542 689,545 | バージニア州スポットシルバニア郡     | 140,032   |
| ワシントン・ボルチモア・アーリントン広域都市圏 | 10,028,331 689,545 | ワシントン・アーリントン・アレクサンドリア都市圏 | 6,278,542 689,545 | バージニア州フォーキア郡             | 72,972    |
| ワシントン・ボルチモア・アーリントン広域都市圏 | 10,028,331 689,545 | ワシントン・アーリントン・アレクサンドリア都市圏 | 6,278,542 689,545 | ウェストバージニア州ジェファーソン郡 | 57,701    |
| ワシントン・ボルチモア・アーリントン広域都市圏 | 10,028,331 689,545 | ワシントン・アーリントン・アレクサンドリア都市圏 | 6,278,542 689,545 | バージニア州カルペパー郡             | 52,552    |
| ワシントン・ボルチモア・アーリントン広域都市圏 | 10,028,331 689,545 | ワシントン・アーリントン・アレクサンドリア都市圏 | 6,278,542 689,545 | バージニア州マナサス市               | 42,772    |
| ワシントン・ボルチモア・アーリントン広域都市圏 | 10,028,331 689,545 | ワシントン・アーリントン・アレクサンドリア都市圏 | 6,278,542 689,545 | バージニア州ウォーレン郡             | 40,727    |
| ワシントン・ボルチモア・アーリントン広域都市圏 | 10,028,331 689,545 | ワシントン・アーリントン・アレクサンドリア都市圏 | 6,278,542 689,545 | バージニア州フレデリックスバーグ市   | 27,982    |
| ワシントン・ボルチモア・アーリントン広域都市圏 | 10,028,331 689,545 | ワシントン・アーリントン・アレクサンドリア都市圏 | 6,278,542 689,545 | バージニア州フェアファックス市       | 24,146    |
| ワシントン・ボルチモア・アーリントン広域都市圏 | 10,028,331 689,545 | ワシントン・アーリントン・アレクサンドリア都市圏 | 6,278,542 689,545 | バージニア州マナサスパーク市         | 17,219    |
| ワシントン・ボルチモア・アーリントン広域都市圏 | 10,028,331 689,545 | ワシントン・アーリントン・アレクサンドリア都市圏 | 6,278,542 689,545 | バージニア州クラーク郡               | 14,783    |
| ワシントン・ボルチモア・アーリントン広域都市圏 | 10,028,331 689,545 | ワシントン・アーリントン・アレクサンドリア都市圏 | 6,278,542 689,545 | バージニア州フォールズチャーチ市     | 14,658    |
| ワシントン・ボルチモア・アーリントン広域都市圏 | 10,028,331 689,545 | ワシントン・アーリントン・アレクサンドリア都市圏 | 6,278,542 689,545 | バージニア州ラッパハンノック郡       | 7,348     |
| ワシントン・ボルチモア・アーリントン広域都市圏 | 10,028,331 689,545 | ボルチモア・コロンビア・タウソン都市圏           | 2,844,510         | メリーランド州ボルチモア郡           | 854,535   |
| ワシントン・ボルチモア・アーリントン広域都市圏 | 10,028,331 689,545 | ボルチモア・コロンビア・タウソン都市圏           | 2,844,510         | メリーランド州アンアルンデル郡       | 588,261   |
| ワシントン・ボルチモア・アーリントン広域都市圏 | 10,028,331 689,545 | ボルチモア・コロンビア・タウソン都市圏           | 2,844,510         | メリーランド州ボルチモア市           | 585,708   |
| ワシントン・ボルチモア・アーリントン広域都市圏 | 10,028,331 689,545 | ボルチモア・コロンビア・タウソン都市圏           | 2,844,510         | メリーランド州ハワード郡             | 332,317   |
| ワシントン・ボルチモア・アーリントン広域都市圏 | 10,028,331 689,545 | ボルチモア・コロンビア・タウソン都市圏           | 2,844,510         | メリーランド州ハーフォード郡         | 260,924   |
| ワシントン・ボルチモア・アーリントン広域都市圏 | 10,028,331 689,545 | ボルチモア・コロンビア・タウソン都市圏           | 2,844,510         | メリーランド州キャロル郡             | 172,891   |
| ワシントン・ボルチモア・アーリントン広域都市圏 | 10,028,331 689,545 | ボルチモア・コロンビア・タウソン都市圏           | 2,844,510         | メリーランド州クイーンアンズ郡       | 49,874    |
| ワシントン・ボルチモア・アーリントン広域都市圏 | 10,028,331 689,545 | ヘイガーズタウン・マーティンズバーグ都市圏       | 293,844           | メリーランド州ワシントン郡           | 154,705   |
| ワシントン・ボルチモア・アーリントン広域都市圏 | 10,028,331 689,545 | ヘイガーズタウン・マーティンズバーグ都市圏       | 293,844           | ウェストバージニア州バークレー郡     | 122,076   |
| ワシントン・ボルチモア・アーリントン広域都市圏 | 10,028,331 689,545 | ヘイガーズタウン・マーティンズバーグ都市圏       | 293,844           | ウェストバージニア州モーガン郡       | 17,063    |
| ワシントン・ボルチモア・アーリントン広域都市圏 | 10,028,331 689,545 | レキシントンパーク都市圏                         | 206,560           | メリーランド州セントメアリーズ郡     | 113,777   |
| ワシントン・ボルチモア・アーリントン広域都市圏 | 10,028,331 689,545 | レキシントンパーク都市圏                         | 206,560           | メリーランド州カルバート郡           | 92,783    |
| ワシントン・ボルチモア・アーリントン広域都市圏 | 10,028,331 689,545 | チェンバーズバーグ都市圏                         | 155,932           | ペンシルベニア州フランクリン郡       | 155,932   |
| ワシントン・ボルチモア・アーリントン広域都市圏 | 10,028,331 689,545 | ウィンチェスター都市圏                           | 142,632           | バージニア州フレデリック郡           | 91,419    |
| ワシントン・ボルチモア・アーリントン広域都市圏 | 10,028,331 689,545 | ウィンチェスター都市圏                           | 142,632           | バージニア州ウィンチェスター市       | 28,120    |
| ワシントン・ボルチモア・アーリントン広域都市圏 | 10,028,331 689,545 | ウィンチェスター都市圏                           | 142,632           | ウェストバージニア州ハンプシャー郡   | 23,093    |
| ワシントン・ボルチモア・アーリントン広域都市圏 | 10,028,331 689,545 | イーストン小都市圏                               | 37,526            | メリーランド州タルボット郡           | 37,526    |
| ワシントン・ボルチモア・アーリントン広域都市圏 | 10,028,331 689,545 | レイク・オブ・ザ・ウッズ小都市圏                 | 36,254            | バージニア州オレンジ郡               | 36,254    |
| ワシントン・ボルチモア・アーリントン広域都市圏 | 10,028,331 689,545 | ケンブリッジ小都市圏                             | 32,531            | メリーランド州ドーチェスター郡       | 32,531    |

## 註
1. ↑  QuickFacts. U.S. Census Bureau. 2020年.
2. ↑  OMB Bulletin No. 23-01, Revised Delineations of Metropolitan Statistical Areas, Micropolitan Statistical Areas, and Combined Statistical Areas, and Guidance on Uses of the Delineations of These Areas. Office of Management and Budget. 2023年7月21日.